# 穆丹
穆丹（1721年—1773年），字史雲，号荔帷，别号晚拙居士，乌雅氏，满洲正黄旗人。清朝官员，进士出身。

## 生平
乾隆丁卯举人，乾隆十六年（1751年）辛未科进士。杨钟羲《雪桥诗话》卷六记载：“烏雅穆丹...以辛未庶常改主事，由工部郎中出守嘉定。金川用兵，常总西藏松冈粮运。有《西南于役草》。”

## 家族
- 曾祖薩瑪哈；
- 祖錫祿；
- 父碩色，云贵总督；
- 胞弟穆和蔺，乾隆丁卯同榜举人，安徽巡抚；
- 子景亮。孙女烏雅氏，嫁宗室蘇藩；其女愛新覺羅氏继配嫁镶黄旗满洲、道光二十七年（1847年）丁未科进士高佳氏文玉。
- 胞侄外孙女：道光帝孝穆成皇后；
- 族曾祖薩穆哈，顺治乙未满洲科举进士，工部尚书、禮部尚书；
- 堂亲开泰，雍正甲辰进士，湖广总督、壮德，乾隆丙辰进士，广西左江道、慶辰，嘉庆庚辰进士，云南澄江府知府。